# Ocho por ocho
Ocho por ocho va ser una revista espanyola d'escacs, dirigida pel Mestre Internacional Román Torán Albero, qui va ser-ne el director durant els vint anys en què es va publicar. La revista va començar com una publicació bimensual, periodicitat amb la qual es va mantenir durant el seu primer any de publicació.
Román Torán va exercir el càrrec de president adjunt de la Federació Internacional d'Escacs (fide) des de 1982 i fins al 1990. Durant aquest temps, va entaular una bona amistat amb el campió mundial d'escacs Anatoli Kárpov. Quan Gari Kaspárov apareix en escena per al polèmic Campionat Mundial de 1984 —torneig anul·lat pel llavors president de la fide, el filipí Florencio Campomanes—, Torán Albero es va guanyar l'enemistat declarada de Kaspárov, qui el va acusar d'afavorir els interessos de Kárpov en les trobades que tots dos van disputar pel títol mundial d'escacs.
No obstant això, al llarg de les seves properes edicions, la revista sempre va donar les notícies relacionades amb els dos competidors, Kárpov i Kaspárov, en sengles tornejos que tots dos guanyessin.
Com a informador recomanat per la fide, el segell de la Federació va estar present en la portada de la revista fins al seu número xxi, de gener de 1984, edició en la qual es lleva. El segell torna a estar present en els últims números de la revista.

## Anys vuitanta
La revista tenia un format de cartilla. La seva notació era la notació descriptiva tradicional dels escacs.
Durant el seu cinquè any publicava articles sota el títol «Reyes sense corona», on rendia tribut a llegendaris jugadors que van estar a prop de guanyar la corona mundial, com Frank Marshall, Akiba Rubinstein i Ulf Andersson, entre d'altres.
Altres seccions de la revista tractaven sobre línies d'obertura i estudis de finals; també una secció amb problemes, desglossats en cinc tipus d'exercicis.

## Anys noranta
El tiratge es fa en un format més gran, com les altres revistes, en paper setinat i a tres columnes per pàgina. Ja amb l'aparició de la companyia comercializadora de programari d'escacs ChessBase, va millorar la diagramació dels taulers.
En l'edició de gener de 1992, la revista canvia el seu format d'anotació de partides: abandona el sistema descriptiu i opta per la notació algebraica abreujada.
La secció de «Reyes sense corona» desapareix; també la de problemes tàctics, però la revista aconsegueix l'aportació de Grans Mestres, com ara Alexéi Shírov, Valeri Topalov i Anatoli Kàrpov, que analitzen partides pròpies. El mateix Kàrpov va analitzar en la revista les partides que el van allunyar del cicle de candidats de 1992, la qual cosa no va ser de l'afalac del campió per ofici Kaspárov. La revista no va publicar el resultat de la famosa partida entre la supercomputadora Deep Blue i Kaspárov, al febrer de 1996.

## Última edició
La revista deixa de publicar-se al desembre de 2000. La raó del seu tancament respon a la gran influència d'internet com a mitjà d'informació per excel·lència dels escacs: pàgines com Twic o The Chess Cafè ja començaven, a mitjan noranta, a publicar butlletins i partides narrades, llocs recolzats pels nous motors d'escacs.
Moltes altres revistes d'escacs desaparegueren en el període 1998-2005, com la també coneguda Jaque, amb una trajectòria de mig segle de publicació.
L'article principal d'aquest últim número de Ocho por ocho va ser el de la derrota de Kaspàrov davant Vladímir Kràmnik per la corona mundial; en un torneig que malgrat que no tenia el suport de la FIDE tingué la consideració de Campionat del Món.